# Sphecodes bakeri
Sphecodes bakeri là một loài Hymenoptera trong họ Halictidae. Loài này được Cockerell mô tả khoa học năm 1915.